# Дубай Марина
Дубай Марина (араб. مرسى دبي‎) — район в Дубае, Объединённые Арабские Эмираты. Перспективный строящийся район вокруг рукотворного залива на западе города.
Дубай Марина — одна из самых фешенебельных яхтенных пристаней в мире. В начале XXI века здесь было развёрнуто строительство небоскрёбов. Построена трамвайная линия, есть универмаг «Марина Молл» и две станции метро в разных концах: «Дубай Марина» и «Джумейра Лейк Тауэрс». Район граничит с Knowledge Village и намывным островом Пальма Джумейра.
Пристань полностью искусственная, застраивается компанией Emaar Properties. По завершении строительства здесь будет расположено более 200 небоскрёбов, в том числе несколько высотой более 300 м, среди них The Marina Torch, Башня Кайан, Башня Принцессы и другие.
Предполагается, что здесь будет крупнейшая пристань из построенных человеком. Сейчас крупнейшей пристанью в мире является Марина дель Рей в Калифорнии, США.

## Разработка

### Аль Маджара
Аль Маджара — это жилой комплекс из пяти зданий, состоящий из высотных апартаментов на берегу моря, примыкающих к тому месту, где раньше располагался старый яхт-клуб Dubai Marina, с видом на большую часть залива.

### Парк-Айленд
Парк-Айленд — это жилой комплекс с четырьмя башнями, включающий Блейкли, Бонайре, Фэрфилд и Санибел. Башни на Парк-Айленде были окружены парками и ландшафтными садами.

### Дубай Марина Молл
Дубай Марина Молл — торговый центр, расположенный в центре района Дубай Марина и являющийся одним из главных торговых центров Дубая. В нем 140 торговых точек, общая арендуемая площадь которых составляет более 390,000 фут² (36,2322 м2), что делает его одним из крупнейших торговых центров в Дубае. Торговый центр был завершен и открыт в декабре 2008 года. Торговый центр соединен с 5-звездочным отелем Dubai Marina.

## Галерея

Дубай Марина днём, 2011
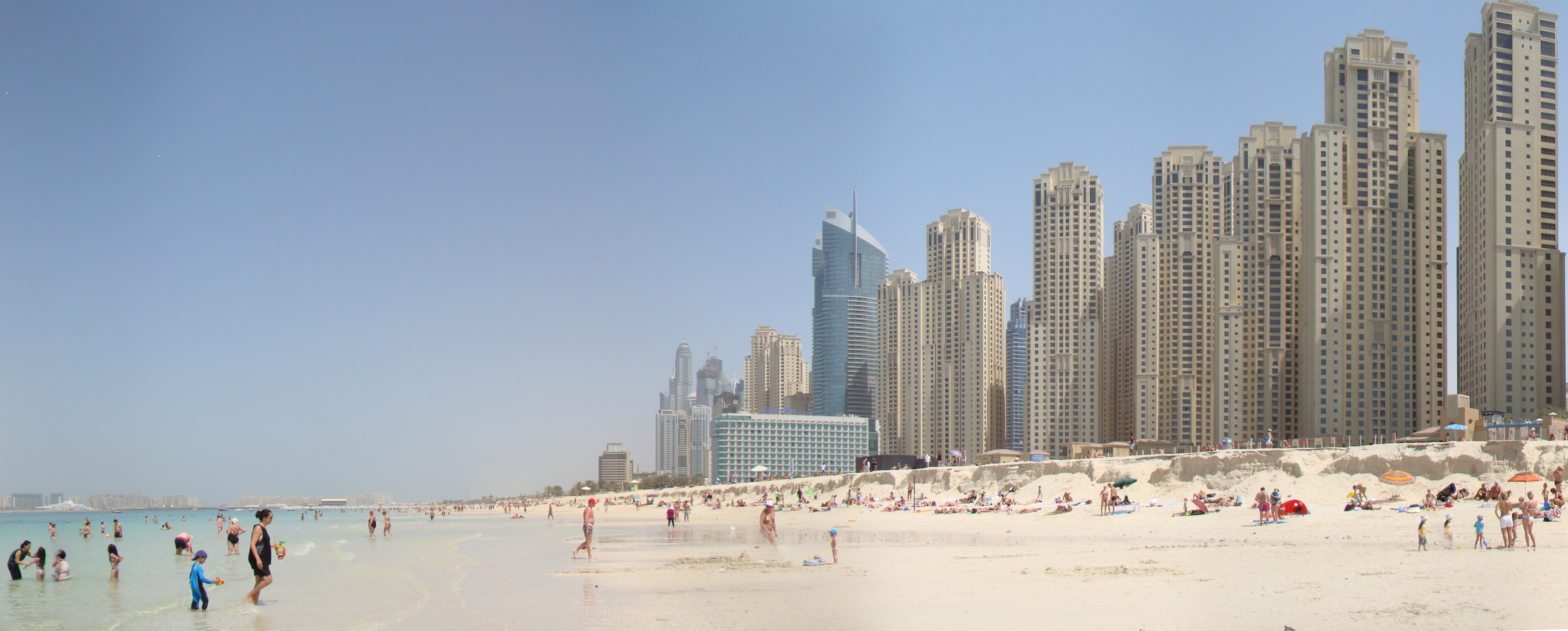
Дубай Марина, городской пляж, 2012
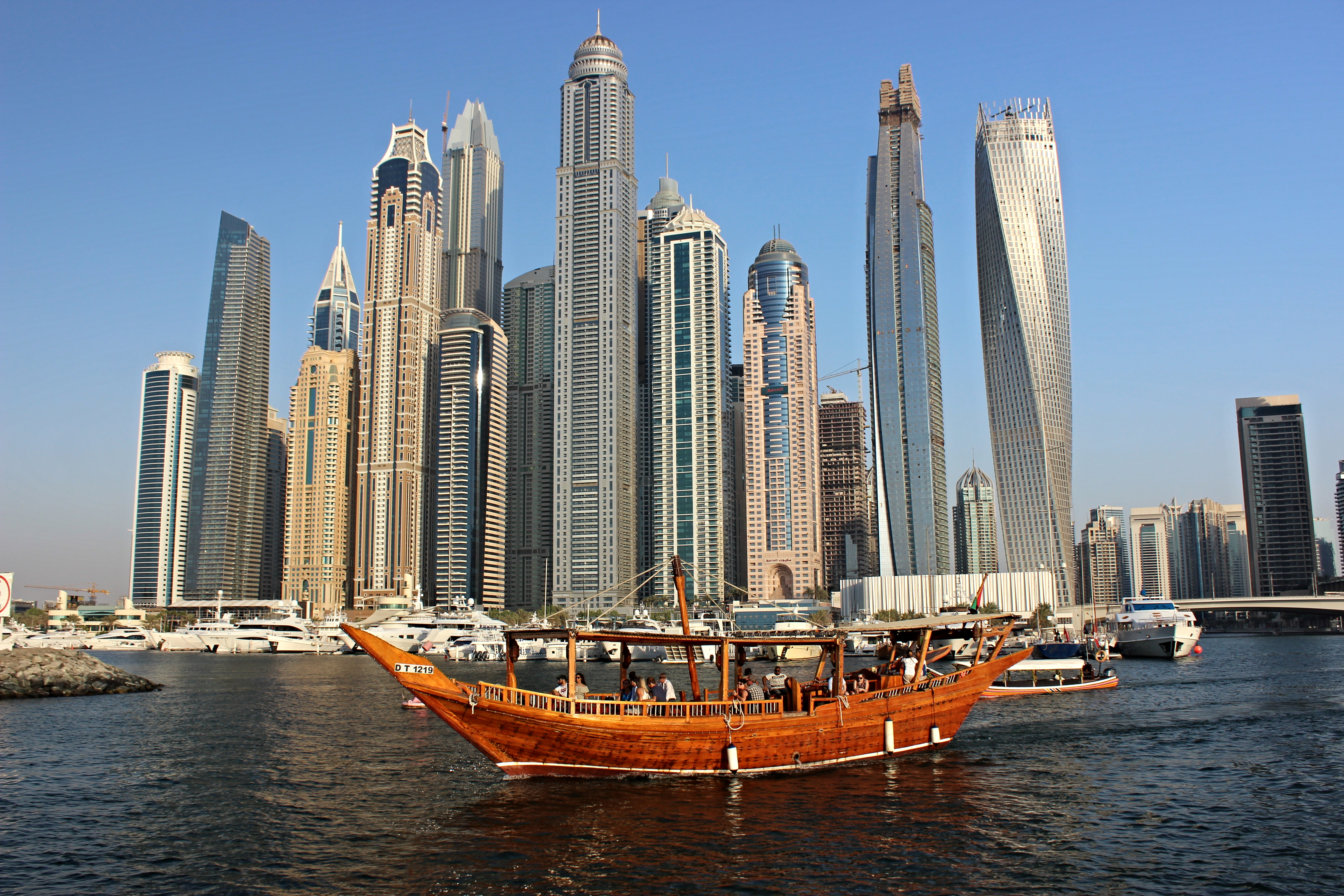
Самый высокий блок